# Чемирмир, Билли
Билли Кипкорир Чемирмир (англ. Billy Kipkorir Chemirmir; 8 декабря 1972, Кабуньони, Рифт-Валли — 19 сентября 2023, Коффилд-юнит, Техас) — американский серийный убийца кенийского происхождения, совершивший с мая 2016 года по март 2018 года серию из 14 убийств пожилых женщин в городе Даллас и его различных пригородах исходя из корыстных мотивов. Всего же Чемирмир подозревается в совершении как минимум 22 убийств. Свою вину он не признал. Настоящее количеств жертв Билли Чемирмира неизвестно. В период с 2010 по 2018 год на территории Далласа и в его различных пригородах умерло около 750 пожилых женщин, полиция проверяет, каким образом произошла смерть каждой из них.
Был убит 19 сентября 2023 года в одной из тюрем Техаса, где отбывал пожизненное заключение.

## Биография
Билли Кипкорир Чемирмир родился в одном из пригородов города Элдама-Равине (англ. Eldama Ravine) под названием Кабоньони в семье Джоэла Чемирмира, который в 1960-х, во время колониального периода, был выбран главой вождества, населённого представителями этнической подгруппы лембус, относящейся к этнической группе календжин. Несмотря на обретение независимости в 1963 году, Джоэл продолжал пребывать в этом статусе несколько последующих лет при активной поддержке государственного деятеля и будущего президента Кении Дэниэла Мои, который также был представителем этноса календжин. Билли был восьмым ребенком в семье из 9 детей. Вскоре после его рождения отец из-за проблем со здоровьем покинул пост главы вождества, уехал из Элдама-Равине и переехал в город Солай (округ Накуру), где Билли провел свои детские и юношеские годы, а также окончил школу. В конце 1980-х семья начала испытывать материальные трудности, вследствие чего Билли после окончания школы вынужден был вместе со старшими братьями заниматься низкоквалифицированным трудом. В этот период он и его братья стали злоупотреблять алкогольными напитками и приобрели алкогольную зависимость, по причине чего Билли вступил с отцом в социальный конфликт. В 1992 году он вернулся в Элдама-Равине, где проживали его родственники. В течение ряда последующих лет он жил в доме бабушки по материнской линии. Чемирмир слыл человеком флегматического темперамента и в силу своей интровертности был мало популярен в округе, но тем не менее большинство из его друзей и знакомых того периода отзывались о нём положительно. В середине 1990-х он женился на девушке, которая родила ему ребенка, но брак вскоре распался. В этот же период две старшие сестры, которые на рубеже 1990 года эмигрировали в США, занялись предпринимательской деятельностью на территории штата Техас и открыли частный дом престарелых. В 1998 году Билли и его брат Рой получили туристическую визу, что дало им право въезда и посещения США, куда они вскоре также эмигрировали. По протекции сестры Билли окончил медицинские курсы и вскоре начал работать медбратом в доме престарелых, который принадлежал его сёстрам. После окончания срока действия визы Чемирмир несколько последующих лет находился на территории страны нелегально. Иммиграционная и таможенная служба США впоследствии уточнила, что Билли Чемирмир имеет статус постоянного жителя страны.
В марте 2004 года он женился на 25-летней Монике Дэвис на территории округа Дентон, в связи с чем получил грин-карту и возможность трудоустройства, а затем ушёл из семьи, жена подала на развод в декабре 2006 года. После смерти своей сестры в 2009 году Чемирмир вступил в социальный конфликт с родственниками и снова начал вести маргинальный образ жизни. Последующие годы он занимался низкоквалифицированным трудом, а также предлагал свои услуги пожилым жителям Далласа и его пригородов в качестве частного медбрата.
В декабре 2010 года он был арестован за вождение в состоянии алкогольного опьянения на территории одного из пригородов Далласа под названием Эддисон, но отделался штрафом. Всего несколько месяцев спустя он был арестован по аналогичному обвинению в Далласе. На этот раз Чемирмир был осужден и получил в качестве наказания 70 дней лишения свободы, которые отбывал в окружной тюрьме. В июне 2011 года Билли Чемирмир в очередной раз был задержан полицией за вождение в состоянии алкогольного опьянения в Эддисоне. Согласно судебным протоколам, он был осуждён и приговорён к 180 дням тюремного заключения, а также был оштрафован на сумму 1250 долларов. 29 июля 2012 года Чемирмир, находясь в состоянии алкогольного опьянения, после ссоры совершил нападение на свою сожительницу, в ходе которого избил ее. После ареста он был осуждён и провёл несколько месяцев в окружной тюрьме Далласа. После освобождения Чемирмир устроился в компанию «Care Assist Solutions», где работал медбратом в течение трёх последующих лет. В июне 2016 года Билли Чемирмир был взят под стражу по обвинению в незаконном проникновении на территорию элитного дома престарелых «Edgemere Retirement Community», где он предлагал свои услуги пожилым людям, нуждающимся в круглосуточном наблюдении и медицинском уходе. Во время задержания он назвался именем своего двоюродного брата и предъявил его номер социального страхования, благодаря чему ему в дальнейшем были предъявлены обвинения за дачу ложных сведений. Тем не менее, Чемирмир осуждён не был и отделался штрафом на сумму 2000 долларов.

## Разоблачение
18 марта 2018 года Чемирмир, выдавая себя за медицинского работника, сумел проникнуть в частный дом престарелых Preston Place retirement apartments, где совершил нападение на 91-летнюю женщину, в ходе которого совершил попытку её удушения при помощи подушки, в результате которой она потеряла сознание. Перед потерей сознания женщина сумела с помощью «медицинского браслета помощи» вызвать медицинскую помощь. После того как жертва потеряла сознание, Чемирмир похитил из её комнаты деньги и другие ценные вещи, и сбежал с места преступления. Благодаря экстренному вызову, вскоре после нападения прибывшие врачи смогли оказать женщине медицинскую помощь, после чего вызвали полицию. Придя в сознание, жертва нападения поведала сотрудникам правоохранительных органов о том, как развивались события, и дала описание его внешности. Так как полиции удалось установить время совершения преступления, с помощью опроса свидетелей и проверки видеозаписей камер видеонаблюдения, расположенных на различных зданиях в квартале, где находился дом престарелых, полиции удалось установить автомобильный номер транспортного средства Билли Чемирмира и идентифицировать его в качестве подозреваемого. На следующий день он был обнаружен недалеко от своих апартаментов, возле мусорного контейнера, в который сбросил несколько мусорных мешков. В поисках дополнительных улик, изобличающих Чемирмира, полиция проверила содержимое мусорных мешков и обнаружила шкатулку из-под драгоценностей, ряд мелких предметов, не представляющих материальной ценности, а также удостоверение личности 81-летней Лу Тхи Харрис, которая проживала в северном районе Далласа. Полиция, явившись в её апартаменты через несколько часов, обнаружила женщину мёртвой. При беглом осмотре места преступления по наличию макияжа на подушке было выявлено, что жертва убийства погибла от удушения, во время которого преступник в качестве орудия преступления также использовал подушку. 20 марта 2018 года Билли Чемирмир был арестован. Во время осмотра салона его автомобиля и апартаментов было обнаружено множество драгоценностей неустановленного происхождения и ключи от замков входных дверей, которые позже были идентифицированы как принадлежащие Лу Тхи Харрис, на основании чего ему были предъявлены обвинения в убийстве Харрис и в нападении.
После ареста полиция Далласа заявила о том, что с 2010 по 2018 год было зарегистрировано около 750 смертей пожилых женщин, обстоятельства смерти которых будут изучены. В ходе расследования было установлено, что Чемирмир в период с середины 2010-х годов по март 2018 года, выдавая себя за медицинского работника и работника технического обслуживания, проникал в дома престарелых, где, исходя из корыстных мотивов, совершал нападения на пожилых женщин. Так, с помощью видеозаписей было установлено, что Билли Чемирмир часто посещал элитный дом престарелых «Preston Place Retirement Community», где в тот период произошла череда смертей. Впоследствии в ходе расследования на основании ряда косвенных улик Чемирмиру было предъявлено обвинение в убийстве 82-летней Энн Конклин, которая была найдена мёртвой 18 марта 2018 года; 79-летней Кэролин Макфи, которая была убита 31 декабря 2017 года; 79-летней Марты Уильямс, которая погибла 4 марта 2018 года; 81-летней Мириам Нельсон, которая была найдена убитой 31 октября 2017 года, и 83-летней Минни Кэмпбелл. Все женщины были задушены. В этих преступлениях Чемирмир продемонстрировал свойственный ему образ действия, после удушения жертв подушкой он похищал из их комнат деньги и другие ценные вещи. Также ему было предъявлено обвинение в убийстве 82-летней Филлис Пейн, которая была убита 14 мая 2016 года; 85-летней Нормы Френч, которая была найдена убитой 8 октября 2016 года; Фиби Перри, которая была задушена 5 июня 2016 года; Розмари Кертис, которая была убита 17 января 2018 года, и Мэри Брукс, которая по версии следствия была задушена 31 января 2018 года. Все шесть жертв проживали в различных пригородах Далласа на территории округа Даллас. Дочь одной из жертв Чемирмира, Карен Нельсон, опознала Билли как человека, который пытался проникнуть в комнату ее матери в качестве работника технического обслуживания за два дня до ее гибели. Впоследствии выяснилось, что ряд подобных заявлений неоднократно поступал от жителей и их родственников в администрацию учреждения, но никаких мер предпринято не было, вследствие чего родственники жертв после разоблачения Чемирмира подали в суд на руководителей дома престарелых из-за непринятия мер по защите жизни и сохранению здоровья людей и других противоправных действий.
В феврале 2020 года Чемирмиру было предъявлено обвинение в совершении еще двух убийств. По версии следствия, Чемирмир летом 2016 года задушил подушкой 83-летнюю Ли Коркен и 82-летнюю Хуаниту Перди, после чего похитил из их апартаментов деньги и другие ценности. Дочь Хуаниты Перди после ее смерти заявила в полицию о том, что после совершения убийства преступник похитил более 28 000 долларов, в то время как родственники Коркен сообщили об исчезновении у убитой обручального кольца и ряда других украшений. Свою вину Чемирмир не признал.

## Суд
В начале 2020 года расследование было завершено, после чего в прокуратурах округов Коллин и Даллас было утверждено обвинительное заключение по делу Билли Чемирмира и его уголовное дело было направлено в суд. Судебный процесс открылся 15 ноября 2021 года. 28 апреля 2022 года преступник был приговорён к пожизненному лишению свободы без права на условно-досрочное освобождение.

## Смерть
19 сентября 2023 года Чемирмир был убит соседом по камере 39-летним Въятом Басби в тюрьме Коффилд-Юнит, находящейся в общине Колония Теннесси, округ Андерсон, штат Техас в результате бытового конфликта. Басби также отбывал пожизненное заключение за убийство человека совершённое им в 2016 году..